# (72666) 2001 FU50
(72666) 2001 FU50 – planetoida z pasa głównego asteroid okrążająca Słońce w ciągu 5,71 lat w średniej odległości 3,19 j.a. Odkryta 18 marca 2001 roku.